# Overijssels Havezatenpad
Het Overijssels Havezatenpad (LAW 12) is een Langeafstandswandelpad dat door de Nivon-werkgroep Overijssel sinds 1997 is ontwikkeld. Eind 2005 werd de laatste hand gelegd aan de (in 2022) 272 km lange route van Steenwijk naar Oldenzaal. Deze voert langs ongeveer 52 nog bestaande of inmiddels verdwenen havezaten in Overijssel. Door de medewerking van de waterschappen Regge en Dinkel en Groot Salland zijn stukken graskade van beken en rivieren beschikbaar gekomen voor de wandelaar. Het Havezatenpad vervangt tevens het Overijsselpad, dat al meer dan 25 jaar bestond. Een van de doelstellingen was om de samenloop van ruim 40 km met het Pieterpad op te heffen. Beide paden hebben nu nog geen hele kilometer gemeen.
De werkgroep heeft met hulp van de gemeente Hof van Twente een trap aangelegd in Goor, tegen het talud van de Diepenheimse brug.
Het pad is op 14 september 2006 officieel geopend door Overijssels gedeputeerde Carry Abbenhues bij de Noordmolen op landgoed Twickel bij Delden door het plaatsen van de laatste markeringspaal.
Op 40 splitsingspunten met andere LAW's zijn een nieuw model richtingwijzers geplaatst, om de wandelaar op het juiste pad te houden. Deze bordjes zijn slechts 9 × 9 cm groot en bestaan grotendeels uit de wit-rode basismarkering. Daaronder wordt met pijlen de richting van de verschillende paden aangegeven.
Begin april 2007 is het gedeelte Goor → Rijssen als tweedaagse NS-wandeling uitgegeven onder de naam Markelose berg.

## Route
De route is verdeeld in de volgende etappes:
- Vollenhove - Zwartsluis - Vollenhove (27 km, wandelnetwerk, geschikt voor een weekeindwandeling)
- Oldenzaal - Enschede (23 km)
- Enschede - Delden (22 km)
- Delden - Rijssen (56 km)
- Rijssen - Ommen (50 km)
- Ommen - Zwolle (40 km)
- Zwolle - Zwartsluis (21 km)
- Zwartsluis - Steenwijk (58 km)

In de gids wordt het pad verdeeld in kaarten (3 tot 8 km) en etappes. Ook worden 12 één- en tweedaagse etappesuggesties (15 tot 23 km per dag) gegeven inclusief overnachtings- en openbaar vervoermogelijkheden.
Aanlooproutes naar stations:
- Goor (vanaf Weldam, 2,5 km)
- Rijssen (samen met Marskramerpad, 1,8 km)
- Zwolle (volgt grotendeels Hanzestedenpad, 5 km)

## Foto's

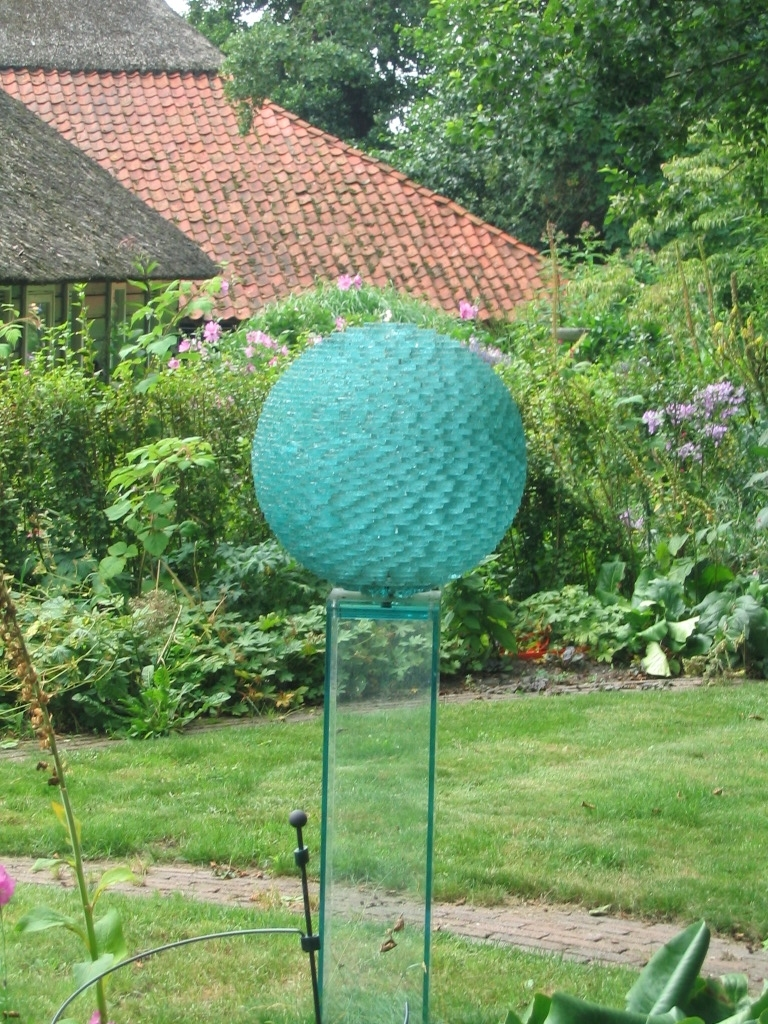
Giethoorn - Glazen bol
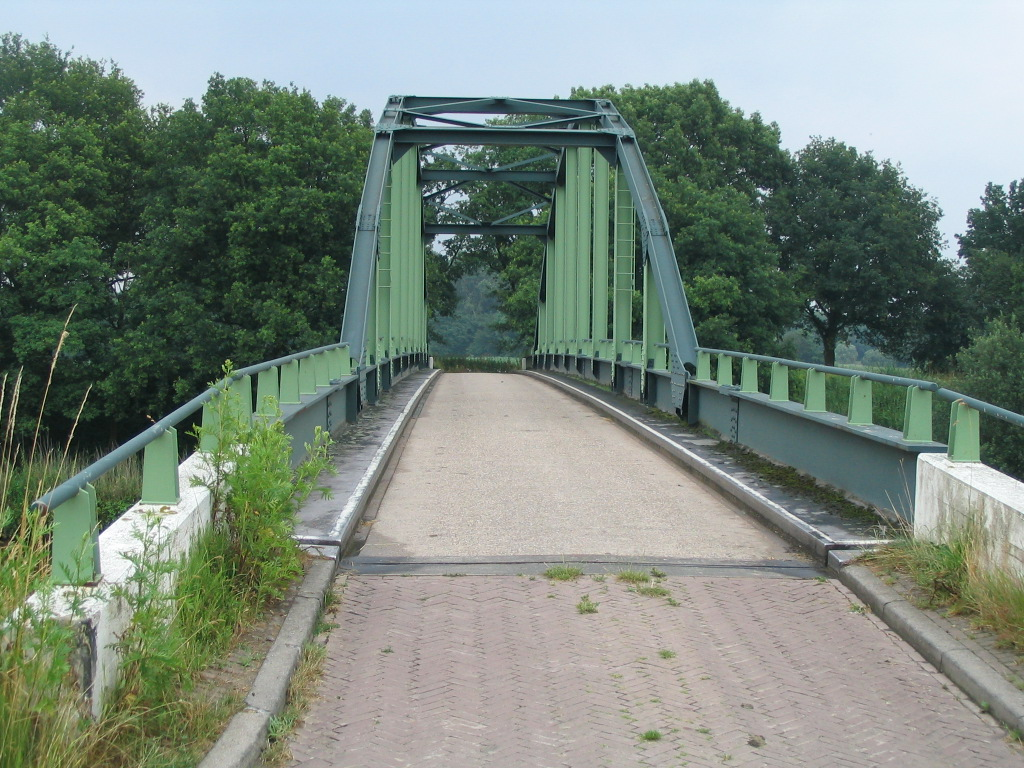
Brug Twentekanaal
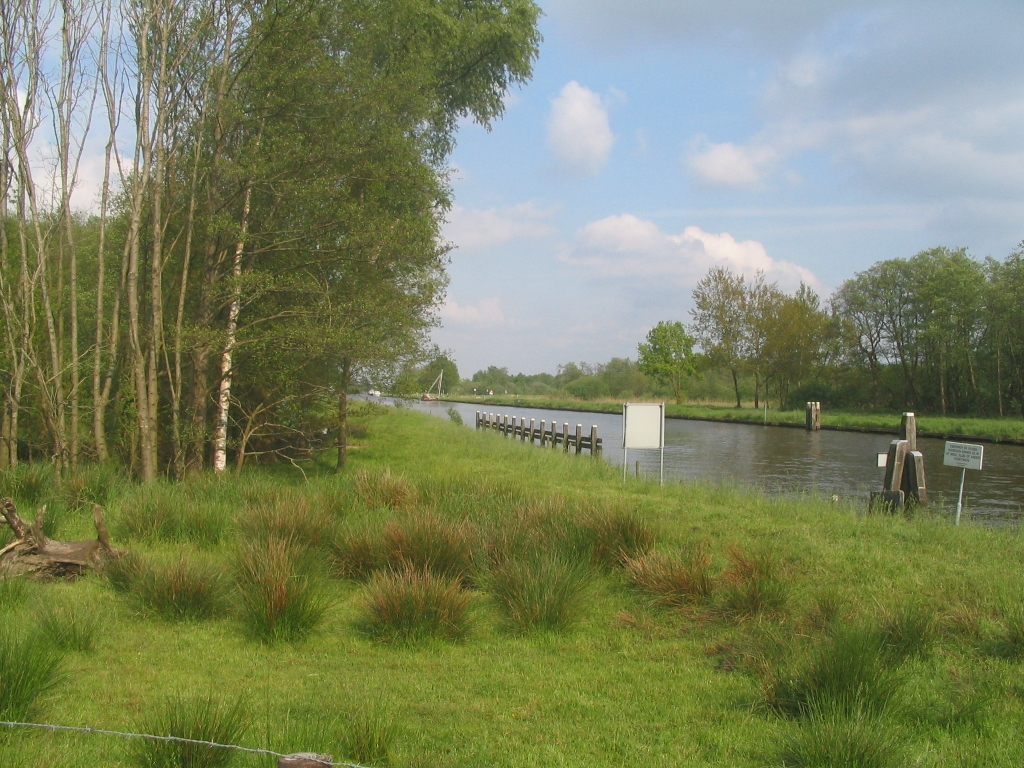
Meentebrug
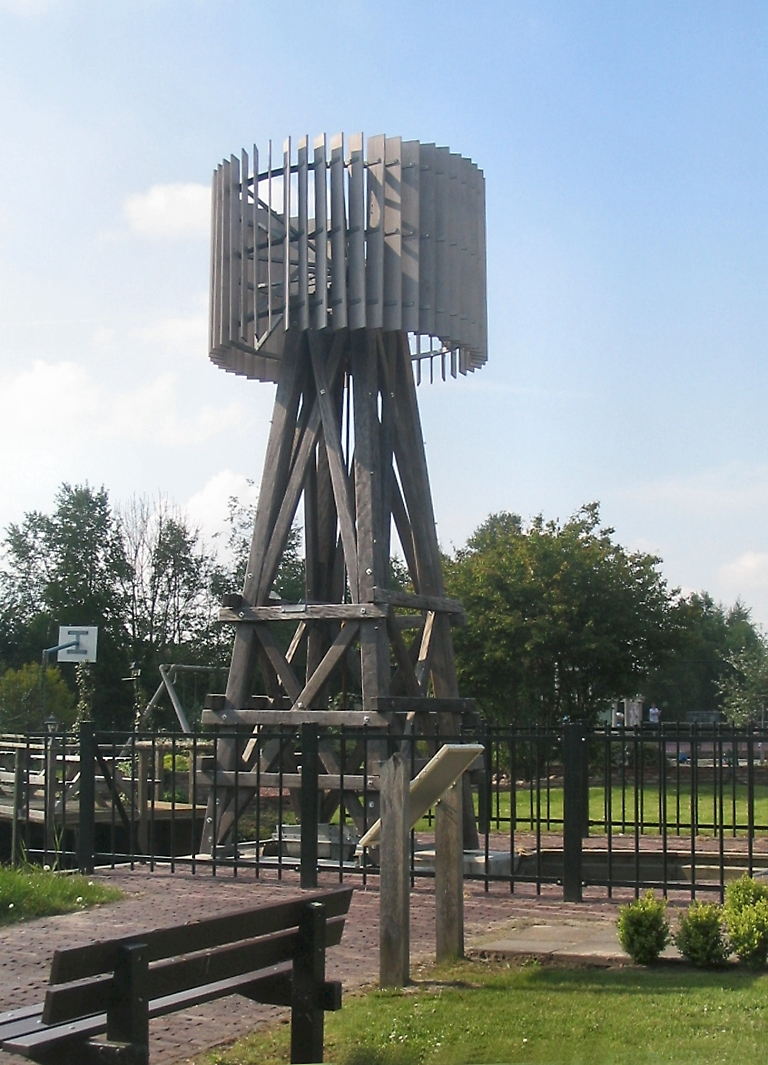
Paasloo - Tonmolen
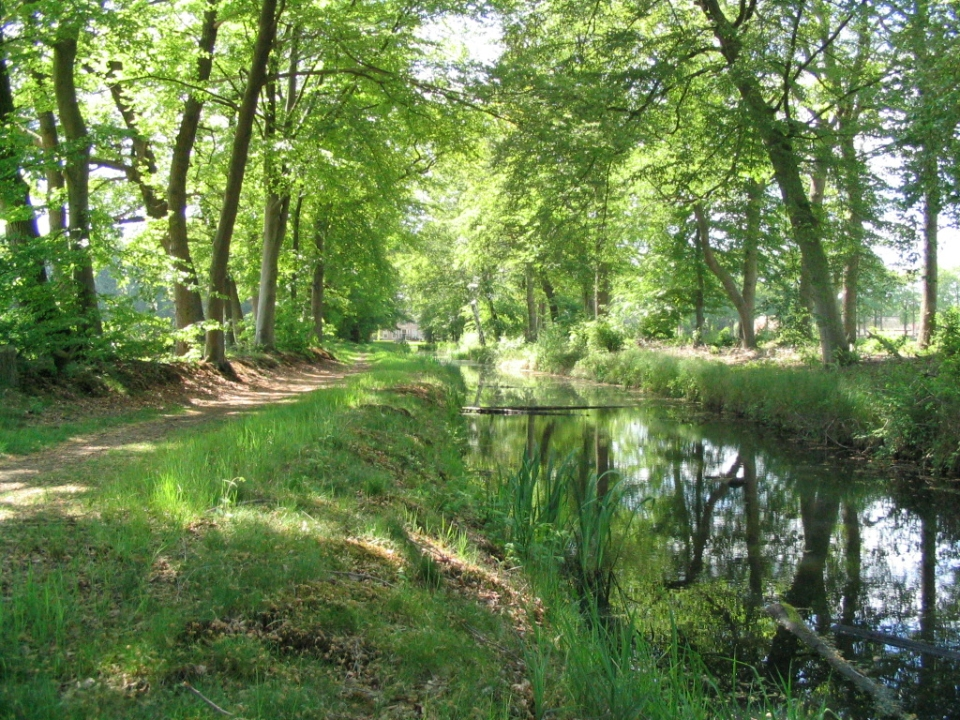
Hoonhorst - Den Aalshorst
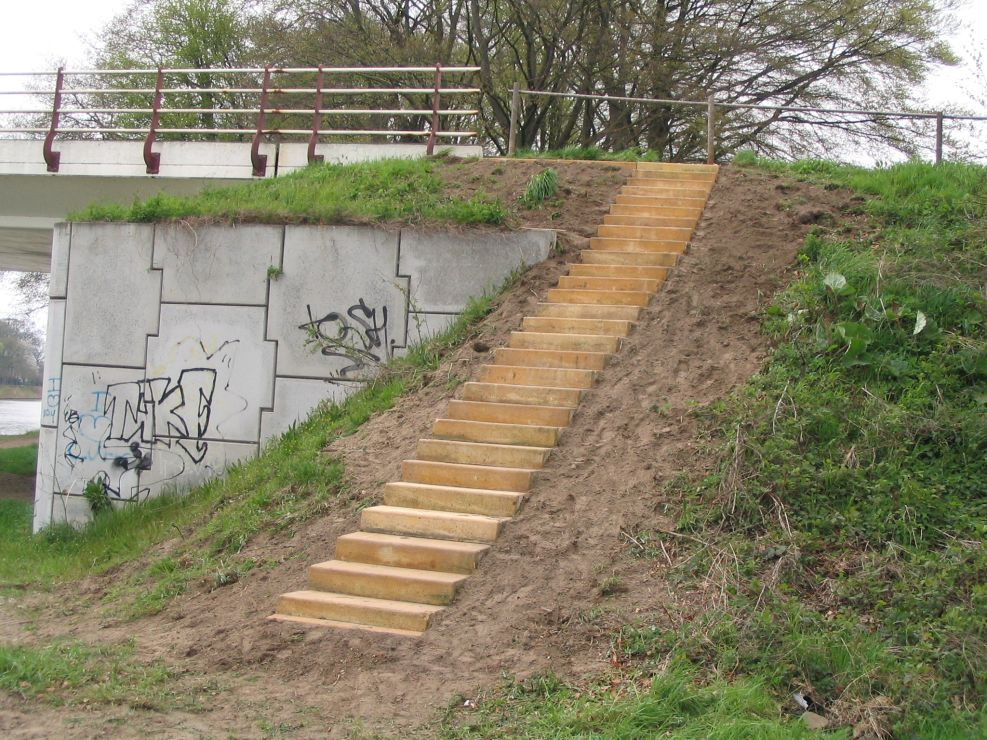
Trap in Goor
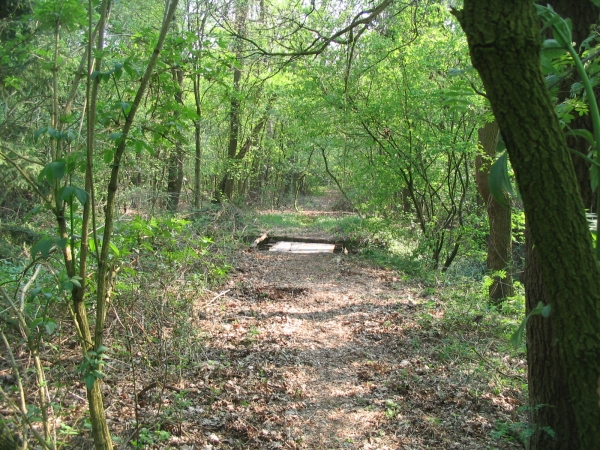
Boekelo - Spoordijk
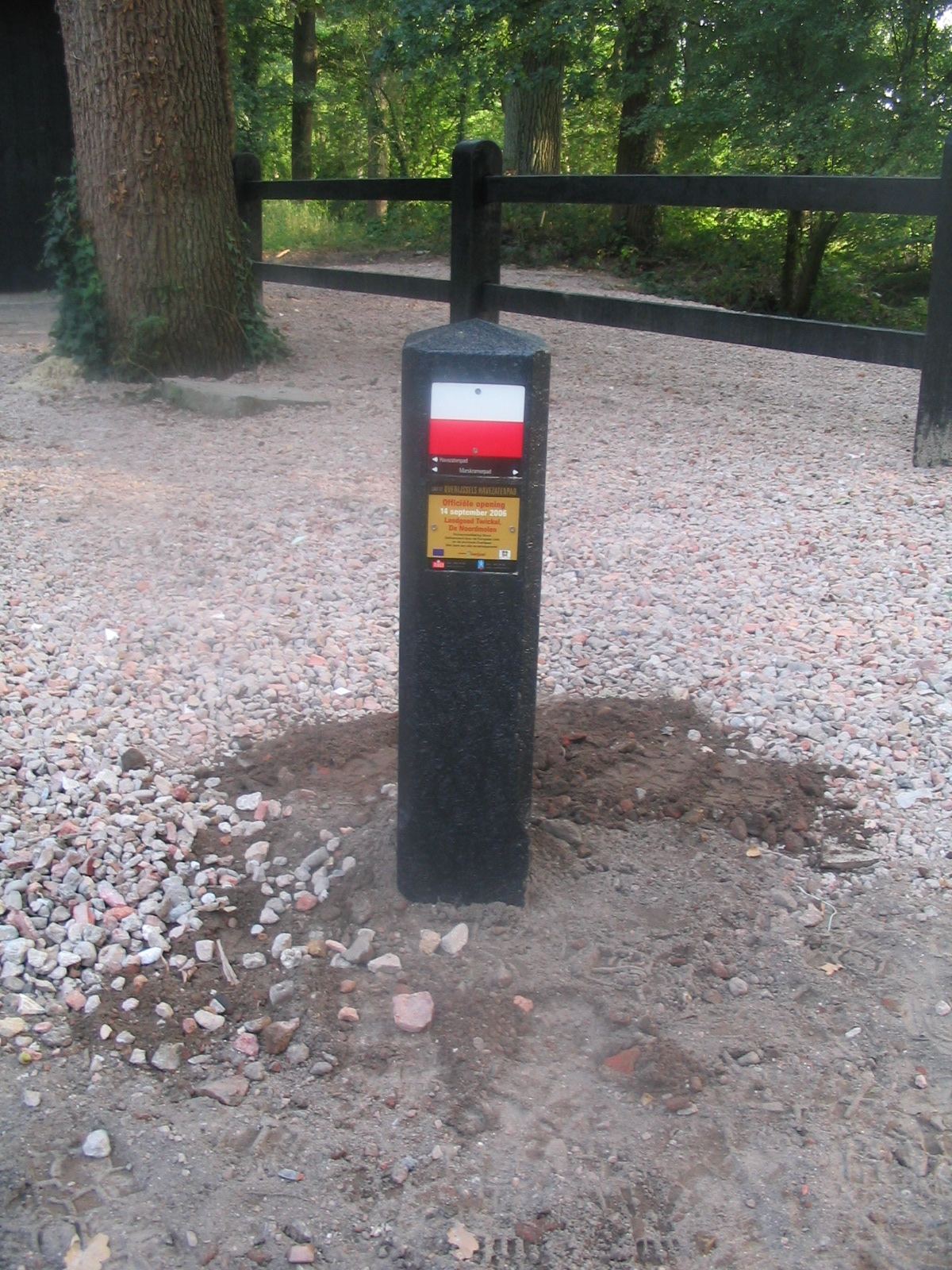
De openingspaal bij de Noordmolen
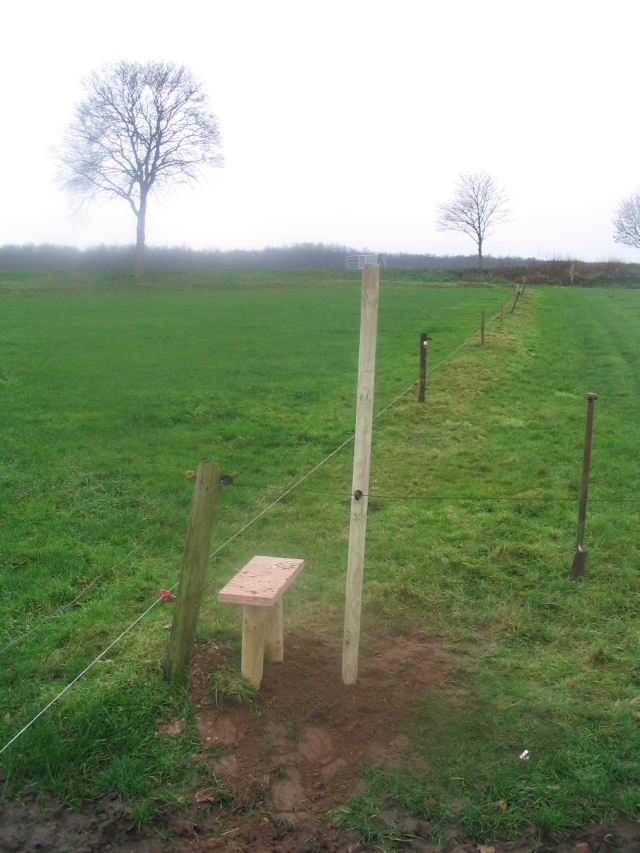
Nieuw overstapje in Vollenhove
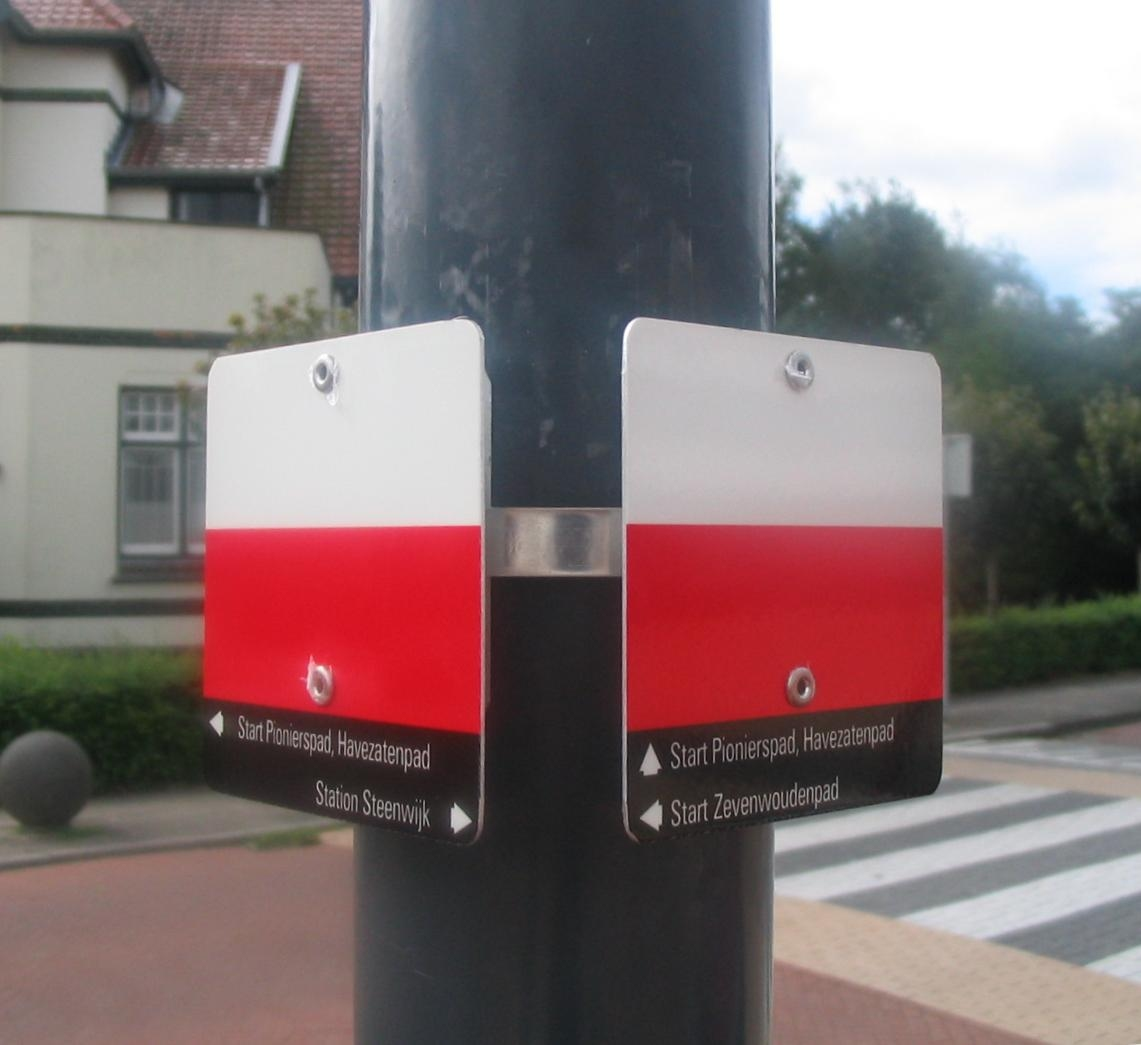
Splitsingsbordjes
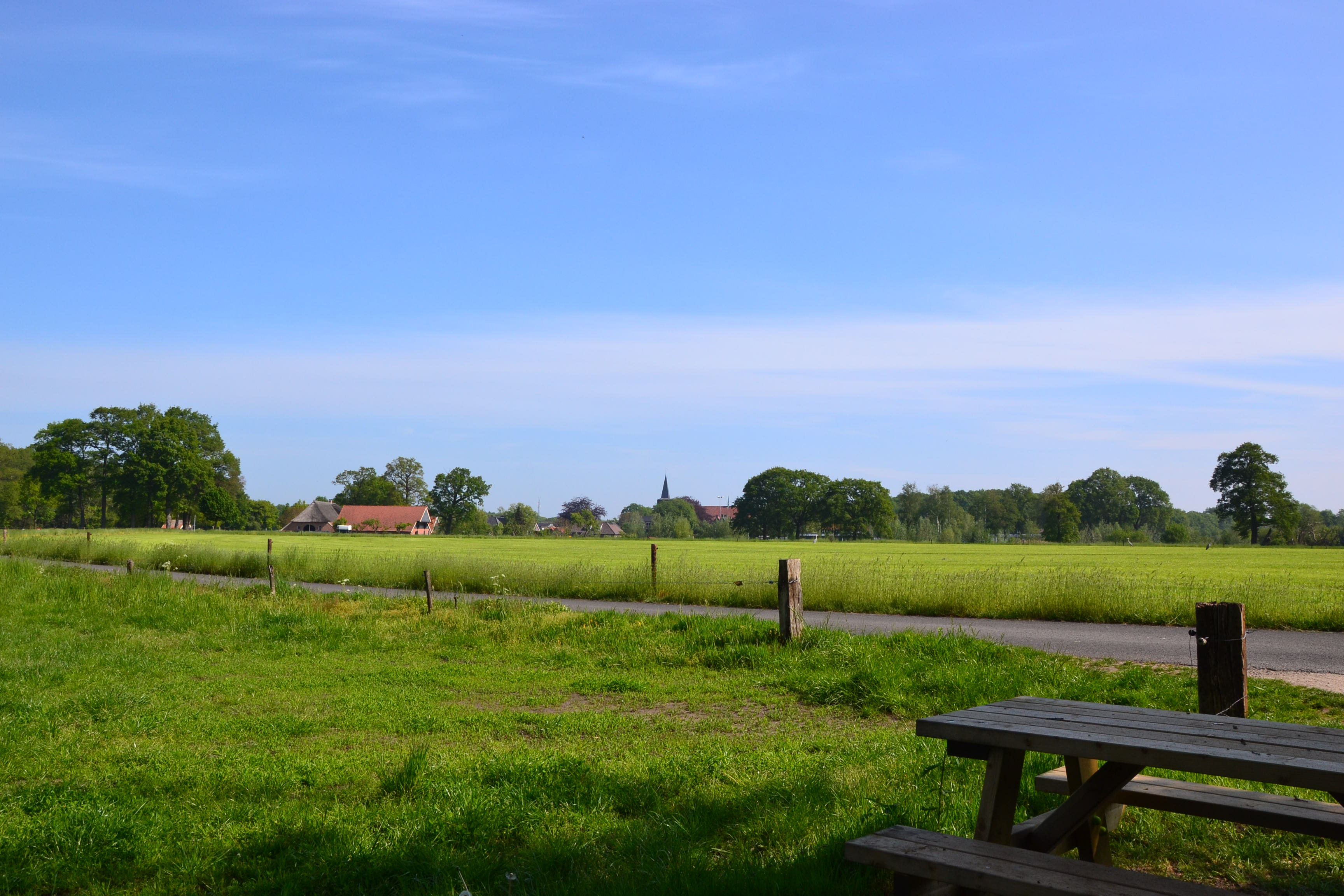
Gezicht op Beckum
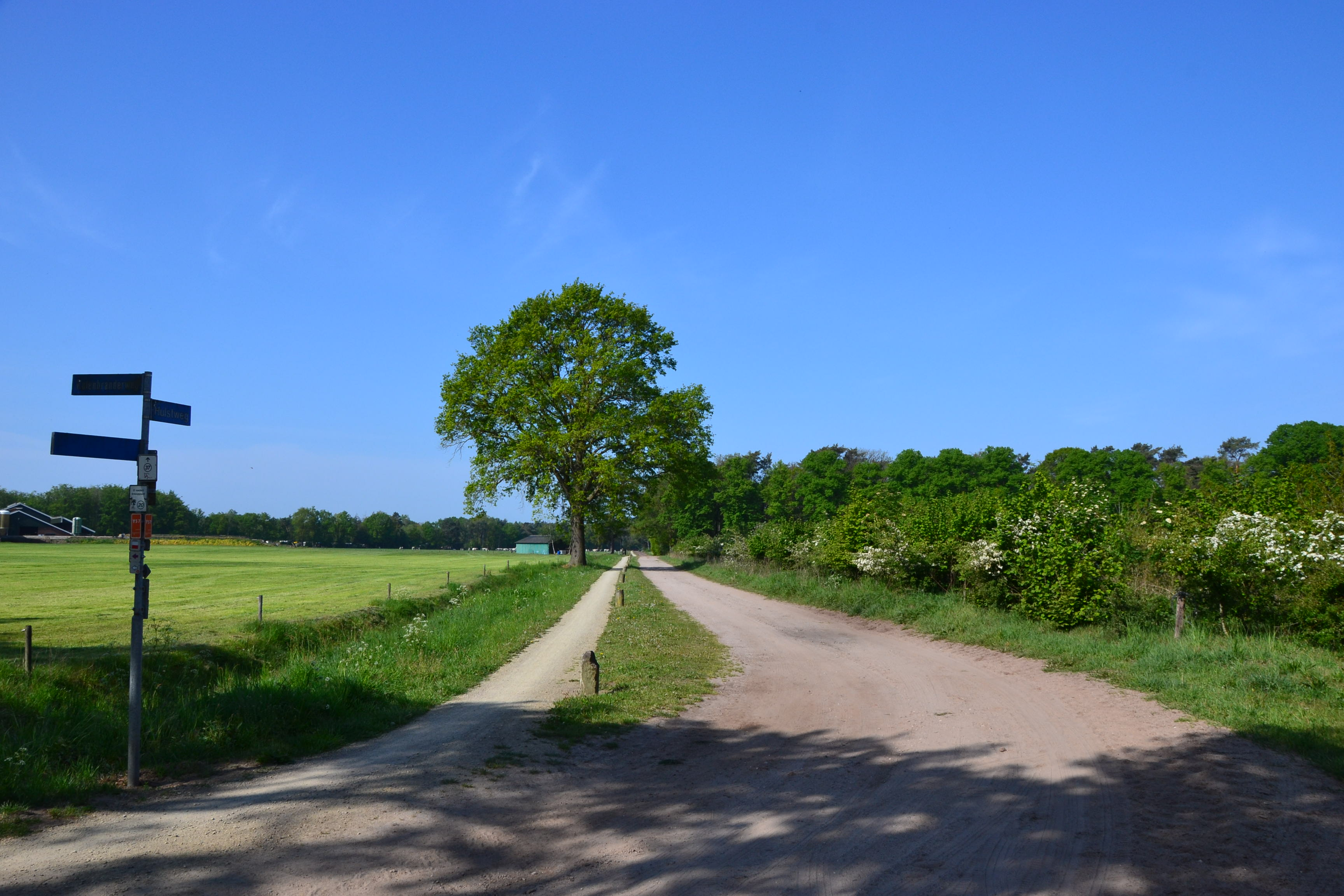
Ten noorden van Haaksbergen